# Hans-Joachim Klein (nadador)
Hans-Joachim Klein (Alemania, 20 de agosto de 1942) es un nadador alemán retirado especializado en pruebas de estilo libre, donde consiguió ser subcampeón olímpico en 1964 en los 4 x 100 metros estilos.

## Carrera deportiva
En los Juegos Olímpicos de Tokio 1964 ganó la medalla de plata en los relevos de 4 x 100 metros estilos, con un tiempo 4:01.6 segundos, tras Estados Unidos (oro) y por delante de Australia (bronce); sus compañeros de equipo fueron los nadadores: Ernst Küppers, Egon Henninger y Horst-Günther Gregor; también ganó otras dos medallas de plata: en 4 x 100 metros libre, y 4x200 metros libre, en ambos casos tras el equipo estadounidense.